# Diesel (album)
Diesel è il terzo album di Eugenio Finardi, prodotto da Paolo Tofani e pubblicato nel 1977 per la Cramps.

## Descrizione
L'album venne preceduto dal 45 giri Non è nel cuore/Giai Phong, nell'autunno del 1976; poche settimane prima della pubblicazione dell'album uscì un secondo 45 giri, Tutto subito/Zucchero.
La maggior parte dei brani dell'album si caratterizzano per testi che evidenziano il forte coinvolgimento politico dei musicisti del tempo, come in Tutto subito, Scuola, Non diventare grande mai o Giai Phong sulla liberazione di Saigon.
Anche in brani più introspettivi, come Scimmia sull'eroina o Zucchero e Non è nel cuore che parlano di relazioni sentimentali, non mancano messaggi sociali.
Il pezzo che dà il titolo all'album, Diesel, è un brano caratterizzato da un ritmo jazz-rock molto sostenuto, con Walter Calloni alla batteria,  Ares Tavolazzi al basso e Patrizio Fariselli al piano elettrico "Fender  Rhodes" in particolare evidenza e dove i tali musicisti, tutti della etichetta discografica Cramps, mettono in evidenza le loro tendenze artistiche e le straordinarie capacità esecutive.
La copertina dell'album è stata disegnata da Gianni Sassi.

## Tracce

### Lato A
1. Tutto subito – 2:30
2. Scuola – 4:43
3. Zucchero – 2:38
4. Non diventare grande mai – 8:54

### Lato B
1. Giai Phong – 4:19
2. Non è nel cuore – 3:53
3. Diesel – 4:52
4. Si può vivere anche a Milano – 1:22
5. Scimmia – 4:54

## Formazione
- Eugenio Finardi – voce, cori, chitarra acustica, tamburello, pianoforte, Fender Rhodes, basso, chitarra elettrica, armonica
- Alberto Camerini – chitarra acustica, chitarra elettrica
- Patrizio Fariselli – pianoforte, Fender Rhodes, ARP, fisarmonica, sintetizzatore
- Hugh Bullen – basso
- Lucio Bardi – chitarra elettrica, mandolino
- Paolo Tofani – chitarra acustica, chitarra elettrica, basso, vibrafono
- Ares Tavolazzi – basso
- Walter Calloni – batteria
- Roberto Haliffi – percussioni
- Lucio Fabbri – violino, sintetizzatore ARP 2600, pianoforte, Fender Rhodes, organo Hammond
- Doriano Beltrame – tromba
- Marco Pellacani – trombone
- Claudio Pascoli – sax